# Ligue féminine de basket 2004-2005
Navigation
Saison précédente Saison suivante
La saison 2004-2005 de la LFB est la 7e édition de la Ligue féminine de basket et se dispute avec 11 équipes.
La mise en liquidation judiciaire du Toulouse Launaguet Basket fait que seules onze équipes composent cette année-là la LFB

## Les équipes
- Aix-en-Provence
- Bourges
- Calais
- Clermont-Ferrand
- Mondeville
Lattes-Montpellier
- Nice
- Tarbes
- Valenciennes
- Villeneuve-d'Ascq
- Strasbourg

## Classement
- En vert les équipes qualifiées pour la zone A en deuxième partie de saison
- En bleu les équipes qualifiées pour la zone B en deuxième partie de saison
- En rouge les équipes qualifiées pour la zone C en deuxième partie de saison

| Place | Équipe                | PTS | MJ | VIC | DEF | +    | -    | %  | Coeff |
| 1     | Valenciennes          | 39  | 20 | 19  | 1   | 1511 | 1155 | 95 | 1.31  |
| 2     | Bourges               | 38  | 20 | 18  | 2   | 1443 | 1133 | 90 | 1.27  |
| 3     | Mondeville            | 35  | 20 | 15  | 5   | 1466 | 1297 | 75 | 1.13  |
| 4     | Tarbes                | 32  | 20 | 12  | 8   | 1460 | 1341 | 60 | 1.09  |
| 5     | Clermont-Ferrand      | 29  | 20 | 9   | 11  | 1327 | 1368 | 45 | 0.97  |
| 6     | Villeneuve-d’Ascq     | 28  | 20 | 8   | 12  | 1437 | 1429 | 40 | 1.01  |
| 7     | Nice (+14)            | 27  | 20 | 7   | 13  | 1353 | 1504 | 35 | 0.9   |
| 8     | Aix en Provence (-14) | 27  | 20 | 7   | 13  | 1246 | 1331 | 35 | 0.94  |
| 9     | Lattes-Montpellier    | 26  | 20 | 6   | 14  | 1321 | 1515 | 30 | 0.87  |
| 10    | Calais                | 25  | 20 | 5   | 15  | 1286 | 1464 | 25 | 0.88  |
| 11    | Strasbourg            | 24  | 20 | 4   | 16  | 1243 | 1556 | 20 | 0.8   |

## Les playoffs

### Top 4
- En vert les équipes qualifiées pour la finale
- En rouge les équipes ayant gagné leur place en Euroligue pour la saison suivante.
- En bleu les équipes ayant gagné leur place en Coupe Ronchetti pour la saison suivante.

| Place | Équipe          | PTS | MJ | VIC | DEF | + | - | % | Point-Average |
| 1     | Valenciennes    | 11  | 6  | 5   | 1   | - | - | - | -             |
| 2     | Bourges (2V)    | 9   | 6  | 3   | 3   | - | - | - | -             |
| 3     | Mondeville (2D) | 9   | 6  | 3   | 3   | - | - | - | -             |
| 4     | Tarbes          | 7   | 6  | 1   | 5   | - | - | - | -             |

### Groupe B
- En bleu les équipes ayant gagné leur place en Coupe Ronchetti pour la saison suivante.

| Place | Équipe            | PTS | MJ | VIC | DEF | + | - | % | Coeff |
| 1     | Aix-en-Provence   | 10  | 6  | 4   | 2   | - | - | - | -     |
| 2     | Villeneuve-d’Ascq | 9   | 6  | 3   | 3   | - | - | - | +22   |
| 3     | Clermont-Ferrand  | 9   | 6  | 3   | 3   | - | - | - | -22   |
| 4     | Nice              | 8   | 6  | 2   | 4   | - | - | - | -     |

### Groupe C
Les résultats de la première phase sont conservés et additionnés aux résultats de la deuxième phase.
- En rouge les équipes reléguées en NF1

| Place | Équipe             | PTS | MJ | VIC | DEF | + | - | % | Coeff |
| 1     | Calais             | 31  | 24 | 7   | 17  | - | - | - | +9    |
| 2     | Strasbourg         | 31  | 24 | 7   | 17  | - | - | - | -4    |
| 3     | Lattes Montpellier | 31  | 24 | 7   | 17  | - | - | - | -5    |

### Finale
Valenciennes - Bourges : 3-0
- match 1 : (le 10 mai 2005) Valenciennes 63-57 Bourges
- match 2 : (le 13 mai 2005) Bourges 47-54 Valenciennes
- match 3 : (le 17 mai 2005) Bourges 55-57 Valenciennes

Valenciennes champion de France pour la 5e année consécutive

## Les récompenses/performances
- MVP française : Sandra Le Dréan (Valenciennes)
- MVP étrangère : Grace Daley (Mondeville)
- MVP espoir : Élodie Godin (Bourges)

## Tournoi de Fédération
Le Tournoi de la fédération a lieu à l'Astroballe de Villeurbanne
|  | Demi-finales                      | Demi-finales                     |                        |    | Finale                            | Finale                            |
|  | Demi-finales                      | Demi-finales                     |                        |    | Finale                            | Finale                            |
|  |                                   |                                  |                        |    |                                   |                                   |
|  | Sam 9 avril - 18:30 Villeurbanne  | Sam 9 avril - 18:30 Villeurbanne |                        |    | Dim 10 avril - 16:30 Villeurbanne | Dim 10 avril - 16:30 Villeurbanne |
|  | Sam 9 avril - 18:30 Villeurbanne  | Sam 9 avril - 18:30 Villeurbanne |                        |    | Dim 10 avril - 16:30 Villeurbanne | Dim 10 avril - 16:30 Villeurbanne |
|  | (1) Valenciennes                  | 86                               |                        |    | Dim 10 avril - 16:30 Villeurbanne | Dim 10 avril - 16:30 Villeurbanne |
|  | (1) Valenciennes                  | 86                               |                        |    | Dim 10 avril - 16:30 Villeurbanne | Dim 10 avril - 16:30 Villeurbanne |
|  | (4) Tarbes                        | 54                               |                        |    | Dim 10 avril - 16:30 Villeurbanne | Dim 10 avril - 16:30 Villeurbanne |
|  | (4) Tarbes                        | 54                               | Valenciennes           | 87 |                                   |                                   |
|  | Sam 9 avril - 20:30 Villeurbanne  |                                  | Valenciennes           | 87 |                                   |                                   |
|  |                                   | Bourges                          | 61                     |    |                                   |                                   |
|  | (2) Bourges                       | Bourges                          | 61                     | 63 |                                   |                                   |
|  | (2) Bourges                       |                                  |                        | 63 |                                   |                                   |
|  | (3) Mondeville                    | 61                               |                        |    |                                   |                                   |
|  | (3) Mondeville                    | 61                               | Match pour la 3e place |    |                                   |                                   |
|  |                                   |                                  |                        |    |                                   |                                   |
|  | Dim 10 avril - 14:00 Villeurbanne |                                  |                        |    |                                   |                                   |
|  |                                   |                                  |                        |    |                                   |                                   |
|  | Tarbes                            | 51                               |                        |    |                                   |                                   |
|  | Tarbes                            | 51                               |                        |    |                                   |                                   |
|  | Mondeville                        | 42                               |                        |    |                                   |                                   |
|  | Mondeville                        | 42                               |                        |    |                                   |                                   |